# Calle de Teruel (Sagunto)
La calle de Teruel es una vía pública de la ciudad española de Sagunto.

## Descripción
La vía discurre desde la plaza del Algezar hasta la del Distrito. Aparece descrita en el Nomenclator de las calles, plazas y puertas antiguas y modernas de la ciudad de Sagunto (1901) de Antonio Chabret y Fraga con las siguientes palabras:

Teruel (calle de). Empieza en la plaza de la Glorieta y acaba en el río. En el promedio de esta calle, hay una plazoleta que servía de mercado de cerdos durante la feria, y el vulgo le llamaba Plaçeta dels porchs.
(Chabret y Fraga, 1901, pp. 89-90)